# خانکچن
خانکچن (به ترکی آذربایجانی: Xankeçən) یک منطقه مسکونی در جمهوری آذربایجان است که در شهرستان صابرآباد واقع شده‌است. خانکچن ۱۳۸۱ نفر جمعیت دارد.